# Live-on-tape
Live-on-tape er en produktionsform inden for tv, hvis formål er at simulere den direkte sendeform. Der optages i en kronologisk rækkefølge ofte nogle dage før udsendelsestidspunktet, hvilket åbner muligheden for efterfølgende redigering. Live-on-tape-formen skal forsøge at tilføre et program et narrativt 'nu', hvilket er med til at bibringe en følelse af samtidighed hos seeren.
Produktionsformen anvendes ofte i bl.a talkshows, såsom Dr. Phil, The Jerry Springer Show og Late Show med David Letterman.